# Las Flores (San Juan)
Pour les articles homonymes, voir Las Flores.
Las Flores est une localité d'Argentine appartenant au département d'Iglesia, à l'extrême nord-ouest de la province de San Juan.
Elle se trouve à l'intersection de la route nationale 149, et de la route nationale 150.

## Population
La localité comptait 882 habitants en 2001, ce qui représentait un accroissement de 18,6 % par rapport aux 693 habitants du recensement précédent.